# Fanny Dalle-Rive
Pour les articles homonymes, voir Dalle et Rive.
Fanny Dalle-Rive est une dessinatrice de bande dessinée française née en 1976.

## Biographie
Fanny Dalle-Rive étudie les arts appliqués avant de rejoindre L'Association.
Sur un scénario d'Anne Baraou, Dalle-Rive dessine la série Une demi-douzaine d'elles, une galerie de portraits féminins, publiés entre 2002 et 2008. Puis toutes deux lancent le diptyque Cul nul, qui passe en revue les moments ratés de la vie sexuelle.
Par ailleurs, sur des textes de Jacques Braunstein, Fanny-Dalle-Rive signe les dessins des week-ends du père célibataire, paru en 2006 : le narrateur, un célibataire âgé de 30 ans, passe les week-ends avec son fils de quatre ans. Elle a participé aux revues Ferraille et Lapin.

## Œuvres
- Une demi-douzaine d'elles (dessin), scénario d'Anne Baraou, éd. L'Association, coll. Mimolette

1. Armelle Naïve, avril 2002  (ISBN 2-84414-102-1) (BNF 38848287)
2. Marine Sex, mars 2003  (ISBN 2-84414-130-7) (BNF 39041654)
3. Michèle Roman, septembre 2004  (ISBN 2-84414-153-6) (BNF 39236693)
4. Véra Haine, mars 2006  (ISBN 2-84414-196-X) (BNF 40176681)
5. Ugoline Saine, mars 2007  (ISBN 2-84414-232-X) (BNF 41014500)
6. Isab Abus, février 2008  (ISBN 978-2-84414-262-7) (BNF 41236483)
7. Intégrale. Juillet 2009  (ISBN 978-2-84414-311-2) (BNF 42047892)

- Les week-ends du père célibataire (dessin), scénario de Jacques Braunstein, Hachette, coll. Hachette Littératures - La Fouine illustrée, mai 2006  (ISBN 978-2-01-235866-9) (BNF 40164652) - (BNF 42421570)
- Cul nul (dessin), scénario d'Anne Baraou, Éditions de l'Olivier, coll. Olivus

1. Cul nul, octobre 2012  (ISBN 978-2-8236-0065-0) (BNF 42781485)
2. Cul nul encore, octobre 2013  (ISBN 978-2-8236-0364-4) (BNF 43717955)